# Notities van een jager

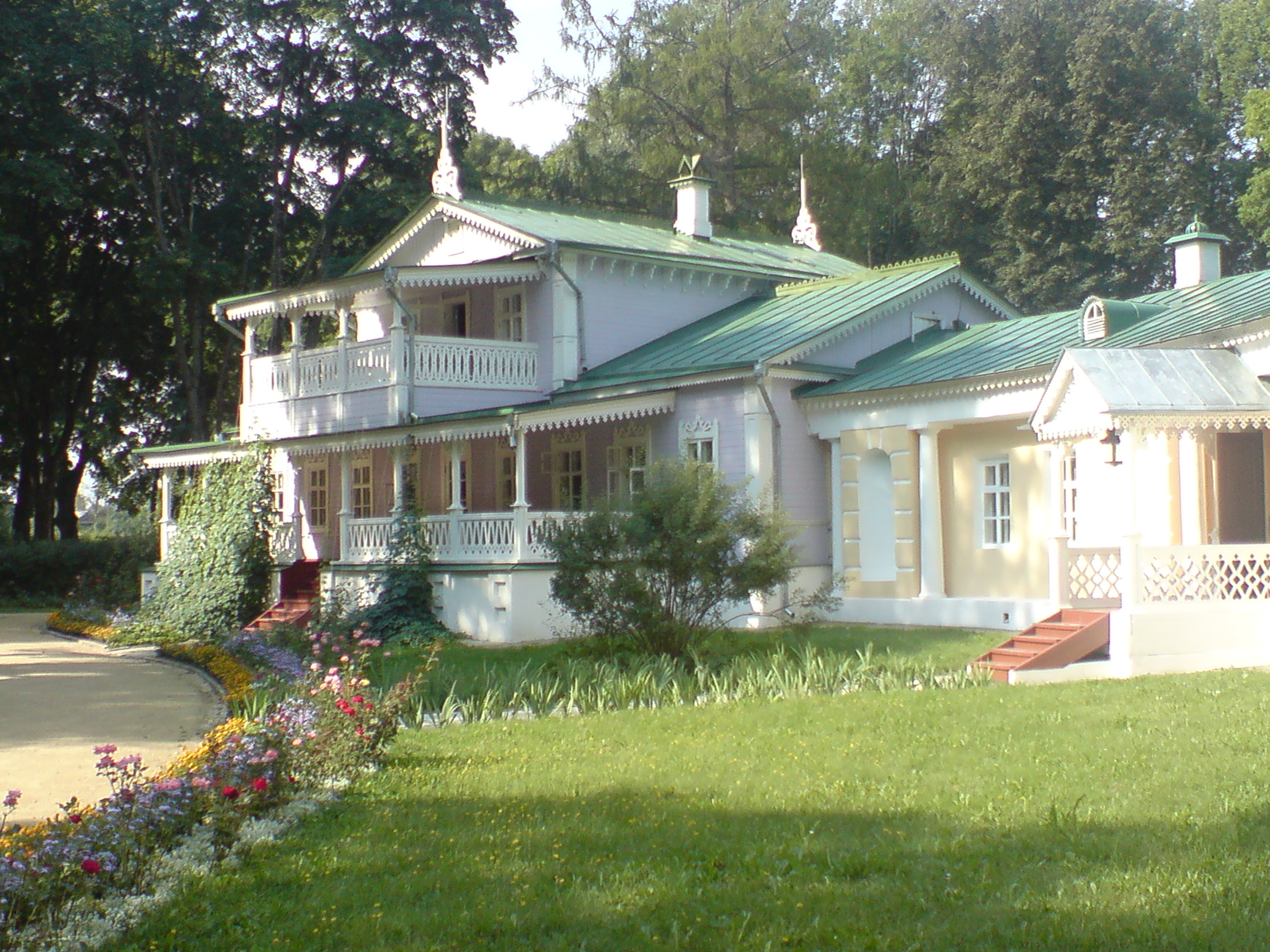
Toergenjevs landgoed Spasskoje-Loetovinovo, waar hij onder politiebewaking moest verblijven vanwege Notities van een jager en de necrologie voor Gogol.

Notities van een jager (Russisch: Записки охотника Zapiski ochotnika) is een verhalenbundel van de Russische schrijver Ivan Toergenjev uit 1852. Met dit werk vestigde Toergenjev zijn naam, maar het leverde hem ook problemen op met de autoriteiten.

## Totstandkoming
Op vraag van het blad De Tijdgenoot zond Toergenjev in 1846 het verhaal Chorj en Kalinytsj in. Bij de publicatie in januari 1847 voegde de redacteur er in afwezigheid van de auteur een toelichting bij: "Uit de notities van een jager". Aangemoedigd door de goede ontvangst bij het publiek en door lof van de criticus Vissarion Belinski, begon Toergenjev onder die vlag aan een reeks in De Tijdgenoot. Een drietal verhalen verschenen in het tijdschrift De Boodschapper van Europa. In maart 1852 verkreeg Toergenjev toestemming van de relatief liberale censor V.V. Lvov () om de reeks in boekvorm uit te brengen (met enkele aanpassingen, waaronder het anonimiseren van de opdracht aan Pauline Viardot).
Hoewel het tsarendom, de landadel en de lijfeigenschap nergens expliciet werden bekritiseerd, leverde het werk op een subtiele manier alles wat de goede verstaander nodig had om zelf conclusies te trekken. Het zal er mee aan hebben bijgedragen dat Toergenjev op 28 april een maand in hechtenis werd genomen op last van tsaar Nicolaas I, al was de officiële reden zijn necrologie voor Nikolaj Gogol. De straf werd omgezet naar huisarrest op zijn landgoed Spasskoje en na verdere smeekschriften mocht hij onder politietoezicht verblijven in Orjol. Hij onttrok zich echter aan dit bevel om Pauline Viardot te ontmoeten in Moskou. Uiteindelijk hebben de autoriteiten niet verhinderd dat Notities van een jager in augustus verscheen, maar al snel kregen ze spijt. Het boek kende zoveel succes dat het uitverkocht. Op gezag van de tsaar werd het boek alsnog verboden en Lvov – die al een berisping had gekregen – kreeg ontslag. Maar de geest was uit de fles: het boek vond veel weerklank en verscheen ook in het Frans. Voor verdere Russische uitgaven was er ruimte in 1859, 1860 en 1865. In 1874 verscheen de ongecensureerde editie met 25 verhalen, waarvan drie recente.

## Stijl en receptie
De verhalen behoren tot het realisme. Zelf typeerde Toergenjev ze als "fotografische indrukken van wat hij [had] gehoord en gezien". Zoals zijn verteller had hij de gewoonte rond te zwerven in zijn streek en met de mensen te praten. Tegelijk bezitten de verhalen een poëtische kwaliteit die het beschrijvende overstijgt. Een groot deel daarvan zijn de natuurbeschrijvingen "van een overrompelende schoonheid". George Sand herkende deze dubbele beweging toen ze hem schreef: "U bent een realist die alles ziet en een dichter die de schoonheid van de werkelijkheid naar boven haalt." 
De jacht was slechts het kader voor de vertelling en komt als zodanig niet aan bod. Waar Toergenjev op uit was, was om de arme lieden met wie de jager sprak neer te zetten als complexe individuen met eigen gedachten en gevoelens, zonder hen te verheerlijken. In de literatuur waren ze tot dan toe bijna altijd opgevoerd als "types" die eender reageerden. Terzelfdertijd onthielden verteller en personages zich van politieke uitspraken. Karel van het Reve merkte op: "De ellende der lijfeigenschap, de gruwelijke afhankelijkheid der lijfeigen boeren – en vooral het huispersoneel – van de grillen van hun eigenaren wordt ad oculos gedemonstreerd, terwijl tegelijk bijna ieder verhaal een juweel is van harmonie en stilte. Berusting en protest zijn niet van elkaar te onderscheiden." Charles B. Timmer meende zelfs dat de poëtische eenheid van mens en natuur de schrijnende sociale tegenstellingen verzachtte en de tragiek ophief.
De mate waarin dit onnadrukkelijke, deze schijnbare onbewogenheid was ingegeven door artistieke motieven en/of door zelfcensuur, valt niet te achterhalen. Het morele effect ervan was in elk geval krachtig. Precies door zijn terughoudendheid dwong Toergenjev de lezers als het ware de aanklacht zelf uit te spreken. Onder zijn liefde voor het landleven en de natuur voelen de lezers zijn verontwaardiging over de gezagsverhoudingen en de manier waarop de landheren over levens beschikten. Onmiskenbaar is ook de melancholie en de onuitgesproken gedachte dat in de natuur een eenzaam geluk te vinden is voor wie wil ontkomen aan de menselijke slechtheid.

## Politieke impact
Notities van een jager kwam uit in hetzelfde jaar als De hut van Oom Tom. Zoals Harriet Beecher Stowe een enorme bewustwording creëerde rond de Amerikaanse slavernij, zette Toergenjevs bundel de spot op de Russische lijfeigenschap. Voor Nicolaas I waren hervormingen uitgesloten, maar zijn opvolger Alexander II schafte de lijfeigenschap in 1861 af. Het is niet te controleren, maar er wordt beweerd dat hij Notities van een jager had gelezen en dat deze lectuur heeft bijgedragen aan zijn emancipatiebesluit. Toergenjevs tijdgenoten waren in elk geval overtuigd van zijn invloed. Hij vertelde dat twee boeren hem op de trein het meest trotse moment van zijn leven bezorgden toen ze hem met een diepe buiging kwamen bedanken uit naam van het hele volk.

## Overzicht
Notities van een jager bevat de volgende verhalen (titels in de vertaling van Wils Huisman):
1. Chorj en Kalinytsj (Хорь и Калиныч, 1847)
2. Jermolaj en de Molenaarsvrouw (Ермолай и мельничиха, 1847)
3. De frambozenbron (Малиновая вода, 1848)
4. De plattelandsdokter (Уездный лекарь, 1848)
5. Mijn buurman Radilow (Мой сосед Радилов, 1847)
6. Odnodworetsj Owsjanikow (Однодворец, 1847)
7. Ljgow (Льгов, 1847)
8. De Bezjin-weide (Бежин луг, 1851)
9. Kasjan van de Krasiwaja Metsj (Касьян с Красивой Мечи, 1851)
10. De opzichter (Бурмистр, 1847)
11. Het kantoor (Контора, 1847)
12. Birjoek (Бирюк, 1848)
13. Twee landeigenaars (Два помещика, 1852)
14. Lebedjanj (Лебедянь, 1848)
15. Tatjana Borisowna en haar neef (Татьяна Борисовна и её племянник, 1848)
16. De dood (Смерть, 1848)
17. De zangers (Певцы, 1850)
18. Pjotr Petrowitsj Karatajew (Пётр Петрович Каратаев, 1847)
19. Het rendezvous (Свидание, 1850)
20. De Hamlet van het district van Sjtsjigry (Гамлет Щигровского уезда, 1849)
21. Tsjertopchanow en Nedopjoeskin (Чертопханов и Недопюскин, 1849)
22. Tsjertopchanows einde (Конец Чертопханова, 1872)
23. De levende reliquie (Живые мощи, 1874)
24. Daar rammelt wat! (Стучит!, 1874)
25. Epiloog. Bos en steppe (Лес и степь, 1849)

## Verfilmingen
In de Sovjet-Unie zijn een drietal filmprojecten gemaakt met een jagersverhaal als uitgangspunt.
Sergej Eisenstein nam het verhaal De Bezjin-weide als titel voor een propagandafilm, die hij met Isaak Babel herwerkte naar het leven van Pavlik Morozov. Maar in 1937 ontwaarde de censuur toch "politieke tekortkomingen" in het resultaat en kon de film niet uitkomen. Hij is slechts ten dele bewaard.
Een ander verhaal werd in 1971 verfilmd door Viktor Toerov onder de titel Leven en dood van de edelman Tsjertopchanov.
Roman Balajan bracht in 1977 Birjoek uit naar het gelijknamige verhaal.

## Nederlandse vertalingen
Van het werk zijn twee integrale vertalingen in het Nederlands verschenen, door Wils Huisman in 1948 en door Froukje Slofstra in 2024:
- Ivan Toergenjev, Notities van een jager in: Toergenjev, Verhalen, vert. Froukje Slofstra, Van Oorschot, 2024, 1024 p.
- Ivan Toergenjev, Vijf jagersverhalen, vert. Froukje Slofstra, Van Oorschot, 88 p. (selectie)
- I.S. Toergenjew, Verzamelde werken, vol. II, Jagersverhalen en andere verhalen, vert. Wils Huisman, Van Oorschot, 1955 (regelmatig herdrukt)
- Iwan S. Toergenjew, Jagersverhalen, vert. Wils Huisman, Amsterdam, Contact, 1948, 456 p.

## Voetnoten
1. 1 2  Ch.B. Timmer, Een jager zonder wild: Iwan Sergejewitsj Toergenjew in: Libertinage, 1949, p. 219
2. ↑  Orlando Figes, Europeanen. Het ontstaan van een gemeenschappelijke cultuur, 2019, p. 224
3. ↑  Orlando Figes, Europeanen. Het ontstaan van een gemeenschappelijke cultuur, 2019, p. 235
4. 1 2  Orlando Figes, Europeanen. Het ontstaan van een gemeenschappelijke cultuur, 2019, p. 228
5. ↑  Merijn de Boer, De belangrijkste les van Toergenjev: treed niet lichtzinnig op als het om liefde gaat, Trouw, 18 januari 2024
6. ↑  Geschiedenis van de Russische literatuur van Vladimir de Heilige tot Anton Tsjechov, 1985, p. 286
7. ↑  H.A. Gomperts, Iwan S. Toergenjew. Roedin in: Intenties, vol. 1, Kritieken en over kritiek, 1981, p. 151
8. ↑  Ch.B. Timmer, Een jager zonder wild: Iwan Sergejewitsj Toergenjew in: Libertinage, 1949, p. 220